# Shearwater Glacier
Der Shearwater Glacier (englisch) ist ein Gletscher im Nordwesten der antarktischen Ross-Insel. Er liegt unmittelbar südöstlich des Quaternary Icefall und westlich des Palais Bluff.
Das New Zealand Antarctic Place-Names Committee benannte ihn 1989 nach der englischen Bezeichnung für die Gattung Calonectris aus der Familie der Sturmvögel, zu der bspw. der Gelbschnabel-Sturmtaucher zählt.